# Bierbeek
Bierbeek – miejscowość i gmina (gemeente) w Belgii, w Regionie Flamandzkim, w prowincji Brabancja Flamandzka, w okręgu Leuven. 1 stycznia 2024 roku liczyła 10 534 mieszkańców. Leży na południowy zachód od Leuven. Powierzchnia gminy zajmuje 38,97 km². 

## Podział administracyjny
W skład gminy wchodzą trzy dzielnice (deelgemeente):
- Korbeek-Lo
- Lovenjoel (Lovenjoul)
- Opvelp (Haute-Fleppe)

## Współpraca
Miejscowość partnerska:
- Oña, Ekwador